# Liste der Hochhäuser in Deutschland

Die Skyline von Frankfurt am Main besteht aus fast allen deutschen Wolkenkratzern (über 150 m). Foto von Oktober 2022.

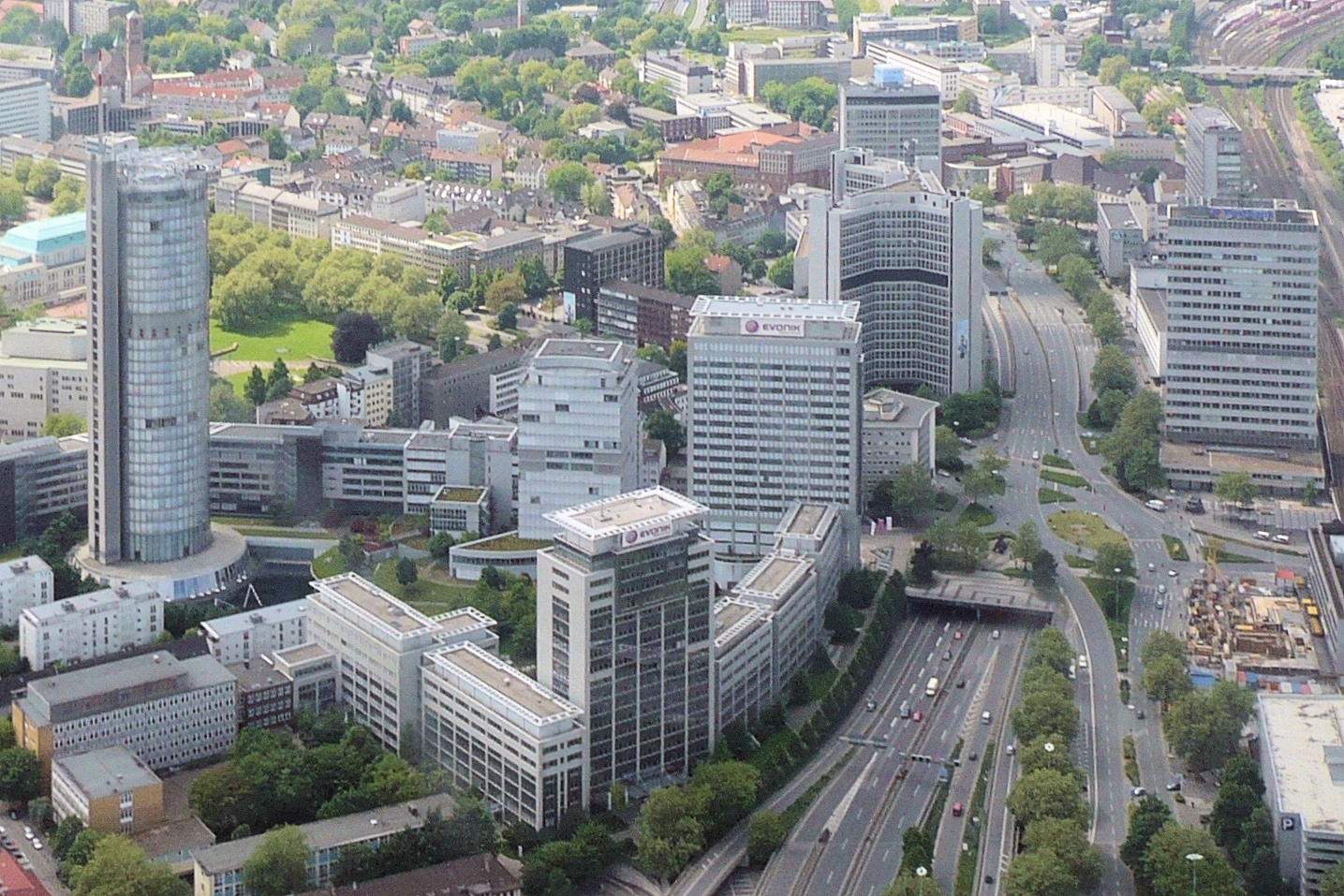
Innenstadt von Essen im Ruhrgebiet

Diese Liste führt die 100 höchsten Hochhäuser in Deutschland mit ihrer strukturellen Mindesthöhe auf. Gelistet werden nur Hochhäuser, nicht jedoch Sendemasten, Fernseh- oder Fernmeldetürme, Kirchtürme, Schornsteine oder ähnliche Bauwerke. Für diese Bauwerke siehe die Liste der höchsten Bauwerke in Deutschland.
Die ersten Hochhäuser Deutschlands entstanden Anfang des 20. Jahrhunderts, siehe dazu Liste der historischen Hochhäuser in Deutschland. Die mit Abstand höchsten und meisten Hochhäuser der Republik stehen in Frankfurt am Main, wovon 42 eine strukturelle Höhe von mindestens 100 Metern erreichen. Darauf folgen Berlin mit 12, Köln mit 9, München mit 6, Mannheim mit 4 sowie Hamburg, Essen, Düsseldorf und Bonn mit jeweils 3 Hochhäusern über der 100-Meter-Marke. Hochhäuser ab einer Höhe von 150 Metern gelten allgemein als Wolkenkratzer. In ganz Deutschland gibt es insgesamt 22 Wolkenkratzer (über 150 Meter hoch), davon 20 in Frankfurt am Main, einen in Bonn und seit November 2024 einen in Berlin: der im Endausbau 176 Meter hohe Estrel Tower wird bei seiner Fertigstellung 2025 das höchste Hochhaus Deutschlands außerhalb Frankfurt sein.
Weil zahlreiche vor allem kleinere deutsche Städte eine historische Silhouette aus Kirchtürmen, Stadttürmen und Kuppeln besitzen, ist der Bau von Hochhäusern im oder nahe am alten Stadtkern meist unerwünscht und politisch nicht mehrheitsfähig, da das Stadtbild dadurch stark beeinträchtigt würde. So konnte sich ab Mitte des 20. Jahrhunderts bislang nur in Frankfurt am Main – aufgrund der wirtschaftlichen Bedeutung der Stadt und des politischen Willens (siehe Hochhausrahmenplan) – eine bedeutende Skyline aus Wolkenkratzern entwickeln. Dies macht die Stadt heute – neben London, Paris, Moskau und Warschau – zu einer der führenden Wolkenkratzer-Metropolen Europas, was Dichte, Höhe und Architektur der Bauten betrifft.
Größere Hochhausensembles gibt es daneben jedoch auch z. B. am Potsdamer Platz, am Alexanderplatz und der City West in Berlin, im Südviertel von Essen (Hochhausliste), im Zentrum von Düsseldorf (Hochhausliste), in Leipzig (Hochhausliste), in Dortmund (Hochhausliste), in Nürnberg (Hochhausliste), im Bundesviertel von Bonn (Hochhausliste), am Berliner Tor und an den Landungsbrücken in Hamburg. Zudem werden mehrere Stadtzentren von auffälligen Hochhäusern dominiert, etwa jene von Bremerhaven (Atlantic Hotel), Frankfurt/Oder (Oderturm), Jena (Jentower), Neubrandenburg (HKB-Turm), Offenbach (City Tower), Travemünde (Maritim Hotel) und Rostock-Warnemünde (Hotel Neptun).

## Fertiggestellte Hochhäuser
Die Höhenangaben entstammen den Datenbanken des Council on Tall Buildings and Urban Habitat (Rat für hohe Gebäude und städtischen Lebensraum)  und Emporis. Alle Hochhäuser werden nach der strukturellen Höhe geordnet. Diese beinhaltet Turmspitzen, wenn diese Teil der Gebäudearchitektur sind, jedoch keine Funkantennen oder ähnliche technische Aufbauten.

| Rang | Name | Stadt               | Architekten                                                            | Eigentümer                                                       | Höhe in Meter | Etagen | Bauzeit   | Eröff-nung | Bemerkungen | Bild |
| ---- | --- | ------------------- | ---------------------------------------------------------------------- | ---------------------------------------------------------------- | ------------- | ------ | --------- | ---------- | --- | ---- |
| 1    | Commerzbank Tower                                                                                          | Frankfurt am Main   | Norman Foster                                                          | Konsortium um Samsung Life Insurance                             | 259           | 56     | 1994–1997 | 1997       | 1997–2003 höchstes Hochhaus Europas 1997–2012 und ab 2020 höchstes Hochhaus in der EU Seit 1997 höchstes Hochhaus Deutschlands Höhe mit Antenne 300 Meter Konzernzentrale der Commerzbank |      |
| 2    | Messeturm                                                                                                  | Frankfurt am Main   | Helmut Jahn                                                            | Europäische Investorengemeinschaft                               | 256,5         | 63     | 1988–1990 | 1990       | 1990–1997 höchstes Hochhaus Europas 1990–1997 höchstes Hochhaus in der EU 1990–1997 höchstes Hochhaus Deutschlands |      |
| 3    | Four 1 | Frankfurt am Main   | UNStudio                                                               | Konsortium aus der Allianz und der Bayerischen Versorgungskammer | 233           | 55     | 2019–2024 | vsl. 2025  | Bestandteil des Projekts Four Frankfurt. In Turm 1 sind vorwiegend Büroflächen vorgesehen. Hauptsitz der DekaBank Deutsche Girozentrale. |      |
| 4    | Westendstraße 1                                                                                            | Frankfurt am Main   | Kohn Pedersen Fox, Nägele, Hofmann, Tiedemann                          | DZ Bank                                                          | 208,0         | 53     | 1990–1993 | 1993       | Hauptsitz der DZ Bank |      |
| 5    | Main Tower                                                                                                 | Frankfurt am Main   | Schweger + Partner                                                     | Landesbank Hessen-Thüringen                                      | 200,0         | 56     | 1996–1999 | 1999       | Höhe mit Antenne 240 Meter Hauptsitz der Landesbank Hessen-Thüringen In den obersten Stockwerken befand sich (bis 2015) ein Radio- und Fernsehstudio des Hessischen Rundfunks und befinden sich ein Restaurant, ein Café und eine öffentlich zugängliche Aussichtsterrasse |      |
| 5    | Tower 185                                                                                                  | Frankfurt am Main   | Christoph Mäckler                                                      | Deka Immobilien                                                  | 200,0         | 56     | 2008–2012 | 2012       | Hauptsitz von PricewaterhouseCoopers in Deutschland |      |
| 7    | One | Frankfurt am Main   |                                                                        |                                                                  | 191           | 49     | 2018–2021 | 2021       | Hotel- und Bürohochhaus. Wird durch CA Immo im Frankfurter Europaviertel realisiert. |      |
| 8    | Omniturm                                                                                                   | Frankfurt am Main   | Bjarke Ingels                                                          | Commerz Real                                                     | 189,9         | 45     | 2016–2019 | 2019       | |      |
| 9    | Trianon | Frankfurt am Main   | Novotny Mähner Assoziierte, HPP International, Albert Speer & Partner  | IGIS/Hana Financial Investment                                   | 186           | 45     | 1989–1993 | 1993       | |      |
| 10   | Neubau der Europäischen Zentralbank                                                                        | Frankfurt am Main   | Wolf D. Prix (Coop Himmelb(l)au)                                       | Europäische Zentralbank                                          | 185           | 45     | 2010–2014 | 2015       | Sitz der Europäischen Zentralbank Die Höhe des Nordturms inklusive Antennenmast beträgt 201 Meter |      |
| 11   | Estrel Tower                                                                                               | Berlin              | Barkow Leibinger                                                       | Estrel Hotel-Betriebs-GmbH E. Streletzki                         | 176           | 45     | 2021–2025 | 2025       | Höchster Wolkenkratzer Deutschlands außerhalb von Frankfurt am Main, höchster Wolkenkratzer in Berlin und höchstes Hotel in Deutschland. |      |
| 12   | Four 2 | Frankfurt am Main   | UNStudio                                                               | Groß & Partner                                                   | 173           | 50     | 2019–2024 | vsl. 2025  | Bestandteil des Projekts FOUR Frankfurt. In Turm 2 sind vorwiegend Wohnungen vorgesehen. |      |
| 13   | Grand Tower                                                                                                | Frankfurt am Main   | Magnus Kaminiarz & Cie                                                 | Streubesitz (WEG)                                                | 172           | 47     | 2016–2020 | 2020       | Höchstes reines Wohngebäude Deutschlands |      |
| 14   | Opernturm                                                                                                  | Frankfurt am Main   | Christoph Mäckler                                                      |                                                                  | 170           | 42     | 2007–2010 | 2010       | Hauptsitz von UBS (Deutschland) |      |
| 14   | Taunusturm                                                                                                 | Frankfurt am Main   | Gruber + Kleine-Kraneburg                                              |                                                                  | 170           | 40     |           | 2014       | Bauherren waren Tishman Speyer und Commerz Real |      |
| 16   | Silberturm                                                                                                 | Frankfurt am Main   | ABB Architekten                                                        | Imfarr und SN Beteiligungen Holding                              | 166,3         | 32     | 1975–1978 | 1978       | 1978–1990 höchstes Hochhaus Deutschlands Ehemalige Zentrale der Dresdner Bank Hauptmieter ist seit 2012 DB Systel, der ICT-Dienstleister der Deutschen Bahn |      |
| 17   | Post Tower                                                                                                 | Bonn                | Charles Murphy, Helmut Jahn                                            | Deutsche Post AG                                                 | 162,5         | 42     | 2000–2002 | 2002       | Hauptsitz der Deutsche Post AG; Bis 2025 einziger deutscher Wolkenkratzer (nach der gängigen Definition einer strukturellen Bauhöhe von über 150 Metern) außerhalb Frankfurts, ab 2025 vom Estrel Tower Berlin abgelöst. |      |
| 18   | Westend Gate                                                                                               | Frankfurt am Main   | Siegfried Hoyer                                                        | RFR Holding                                                      | 159,3         | 47     | 1972–1976 | 1976       | 1976–1978 höchstes Hochhaus Deutschlands Hauptmieter ist die Hotelkette Marriott International |      |
| 19   | Deutsche Bank I                                                                                            | Frankfurt am Main   | Walter Hanig, Heinz Scheid, Johannes Schmidt                           | Deutsche Bank                                                    | 155           | 40     | 1979–1984 | 1984       | Konzernzentrale der Deutschen Bank Teil 1 der Zwillingstürme |      |
| 19   | Deutsche Bank II                                                                                           | Frankfurt am Main   | Walter Hanig, Heinz Scheid, Johannes Schmidt                           | Deutsche Bank                                                    | 155           | 38     | 1979–1984 | 1984       | Konzernzentrale der Deutschen Bank Teil 2 der Zwillingstürme |      |
| 19   | Marienturm                                                                                                 | Frankfurt am Main   |                                                                        |                                                                  | 155,0         | 37     | 2015–2019 | 2019       | |      |
| 22   | Skyper | Frankfurt am Main   | JSK                                                                    |                                                                  | 153,8         | 38     | 2002–2004 | 2004       | Hauptmieter ist die Deutsche Bundesbank |      |
| 23   | Kölnturm                                                                                                   | Köln                | Jean Nouvel, Paris, Kohl & Kohl Architekten, Essen                     |                                                                  | 148,1         | 43     | 1999–2001 | 2001       | Höhe mit Antenne 165,5 Meter Auf der 30. Etage gibt es eine öffentlich zugängliche Aussichtsplattform mit einem Restaurant |      |
| 24   | Eurotower                                                                                                  | Frankfurt am Main   | Richard Heil                                                           | Fubon Financial                                                  | 148,0         | 39     | 1971–1977 | 1977       | Bis 2014 Hauptsitz der Europäischen Zentralbank, künftig Sitz der EZB-Bankenaufsicht Ehemalige Hauptverwaltung der Bank für Gemeinwirtschaft (1977–1993) |      |
| 25   | Colonia-Haus                                                                                               | Köln                | Henrik Busch                                                           | Streubesitz (WEG)                                                | 147,0         | 42     | 1970–1973 | 1973       | 1973–1976 höchstes Hochhaus Deutschlands Höhe mit Antenne 155 Meter Bis zur Fertigstellung des 180 Meter hohen Grand Tower (Frankfurt) im Jahr 2020 war das Colonia-Haus das höchste vorwiegend zu Wohnzwecken genutzte Gebäude Deutschlands. |      |
| 25   | Atlantic Hotel Sail City                                                                                   | Bremerhaven         | Klumpp Architekten                                                     |                                                                  | 147           | 23     | 2006–2008 | 2008       | Hotel- / Bürogebäude und Kongresszentrum Hauptmieter ist das Atlantic Hotel Sail City Das oberste Stockwerk liegt auf 80 m, die Höhe bis zum Dach beträgt 86 m, jedoch zählt die Spitze zur strukturellen Höhe |      |
| 27   | Hochhaus Uptown München                                                                                    | München             | Ingenhoven Associates                                                  | Branicks Group                                                   | 146,0         | 38     | 2001–2004 | 2004       | Hauptmieter ist Telefónica Germany |      |
| 28   | One Forty West                                                                                             | Frankfurt am Main   | cma cyrus moser architekten                                            |                                                                  | 145           | 40     | 2016–2021 | 2021       | Gemischte Nutzung: Hotel & Wohnen |      |
| 29   | Jentower                                                                                                   | Jena                | Hermann Henselmann                                                     | Saller Gewerbebau                                                | 144,5         | 32     | 1970–1972 | 1972       | 1972–1973 höchstes Hochhaus Deutschlands Höhe mit Antenne 159,60 m |      |
| 30   | City-Hochhaus Leipzig                                                                                      | Leipzig             | Hermann Henselmann                                                     | Merrill Lynch                                                    | 142,5         | 34     | 1968–1972 | 1972       | 1968–1972 höchstes Hochhaus Deutschlands Höhe mit Antenne 155 m Hauptsitz der European Energy Exchange |      |
| 31   | Frankfurter Büro Center                                                                                    | Frankfurt am Main   | Richard Heil                                                           | PBM Construction Germany                                         | 142,4         | 40     | 1973–1981 | 1981       | Hauptmieter ist die Deutsche Bundesbank |      |
| 32   | City-Haus I                                                                                                | Frankfurt am Main   | Johannes Krahn, Richard Heil                                           | DZ Bank                                                          | 142,1         | 42     | 1971–1974 | 1974       | Hauptmieter ist die DZ Bank |      |
| 33   | Edge East Side Tower                                                                                       | Berlin              | Bjarke Ingels                                                          | Allianz Real Estate und Universal-Investment                     | 142           | 36     | 2019–2023 | 2023       | Bis zur Fertigstellung des Estrel Towers 2025 Höchstes Hochhaus Berlins. Hauptmieter ist Amazon. Der Standort des Turms befindet sich neben der East Side Mall direkt an der Warschauer Brücke. Baukosten 400 Millionen Euro. |      |
| 34   | Neuer Henninger-Turm                                                                                       | Frankfurt am Main   | Meixner Schlüter Wendt                                                 |                                                                  | 140           | 40     | 2014–2017 | 2017       | Dritthöchstes Wohnhochhaus Deutschlands. Mit Aussichtsplattform im 38. und Gastronomie im 38.–39. Stockwerk. |      |
| 35   | Gallileo                                                                                                   | Frankfurt am Main   |                                                                        |                                                                  | 136           | 38     | 2000–2003 | 2003       | Hauptmieter ist die Commerzbank Ehemalige Zentrale der Dresdner Bank Im Erdgeschoss befindet sich The English Theatre |      |
| 35   | Nextower                                                                                                   | Frankfurt am Main   |                                                                        |                                                                  | 136           | 31     |           | 2009       | Bestandteil des Gebäudeensembles Palaisquartier |      |
| 37   | Business Tower Nürnberg                                                                                    | Nürnberg            | Dürschinger & Biefang und Architekturbüro Spengler                     | Nürnberger Versicherung                                          | 135,0         | 34     | 1996–2000 | 1999       | Hauptsitz der Nürnberger Versicherung |      |
| 38   | Uni-Center Köln                                                                                            | Köln                | Werner Ingendaay                                                       | Streubesitz, Kölner Studierendenwerk                             | 134           | 42     | 1971–1973 | 1973       | eines der größten Wohnhäuser Europas Das Kölner Studentenwerk betreibt 378 Wohnungen |      |
| 39   | Pollux | Frankfurt am Main   | NHT + Partner GbR, Kohn Pedersen Fox Architects                        |                                                                  | 130,0         | 33     | 1994–1997 | 1997       | Bestandteil des Gebäudeensembles Kastor und Pollux Hauptmieter ist die Zurich Gruppe Deutschland |      |
| 40   | The Spin                                                                                                   | Frankfurt am Main   | Hadi Teherani                                                          |                                                                  | 128,0         | 32     | 2018–2023 | 2023       | Hotel- und Bürohochhaus am Güterplatz, nach Plänen von Hadi Teherani. |      |
| 40   | FOUR 3 | Frankfurt am Main   | UNStudio                                                               | Groß & Partner                                                   | 128,0         | 33     | 2019–2024 | vsl. 2025  | Bestandteil des Projekts FOUR Frankfurt. In Turm 3 sind Eigentumswohnungen und ein Hotel vorgesehen. |      |
| 42   | Garden Tower                                                                                               | Frankfurt am Main   | Novotny Mähner Assoziierte, KSP Engel, Zimmermann Architekten          |                                                                  | 127,0         | 25     | 1973–1976 | 1976       | Hauptmieter ist Société Générale (Deutschland) Ehemals Konzernzentrale der Landesbank Hessen-Thüringen |      |
| 42   | Westenergie-Turm                                                                                           | Essen               | Architekturbüro Ingenhoven Overdiek Kahlen & Partner                   |                                                                  | 127,0         | 30     | 1994–1996 | 1996       | Höhe mit Antenne 162 Meter Konzernzentrale von Westenergie |      |
| 44   | Highlight I                                                                                                | München             |                                                                        | Imfarr und SN Holding                                            | 126,0         | 33     | 2002–2004 | 2004       | Hauptmieter sind die IT- und Beratungsunternehmen Unify und IBM |      |
| 45   | Hotel Park Inn                                                                                             | Berlin              |                                                                        |                                                                  | 125,0         | 41     | 1967–1970 | 1970       | Höhe mit Antenne 150 Meter Hauptmieter ist die Rezidor Hotel Group |      |
| 45   | Hochhaus Treptower                                                                                         | Berlin              | Architekten Schweger und Partner, Reichel + Stauth                     |                                                                  | 125,0         | 32     | 1994–1998 | 1998       | Hauptmieter ist das Bundeskriminalamt |      |
| 47   | ARAG-Tower                                                                                                 | Düsseldorf          | Foster + Partners, RKW Rhode Kellermann Wawrowsky                      |                                                                  | 124,9         | 32     | 1998–2001 | 2001       | Zentrale von ARAG SE |      |
| 48   | LVA-Hauptgebäude                                                                                           | Düsseldorf          | Harald Deilmann                                                        |                                                                  | 123           | 29     | 1972–1978 | 1978       | Sitz der Deutschen Rentenversicherung Rheinland, vormals Landesversicherungsanstalt (LVA) Rheinprovinz |      |
| 49   | City Tower Offenbach                                                                                       | Offenbach am Main   | Novotny Mähner Assoziierte                                             |                                                                  | 120           | 32     | 2000–2003 | 2003       | Höhe mit Antenne 140 Meter |      |
| 49   | Steglitzer Kreisel                                                                                         | Berlin              | Sigrid Kressmann-Zschach                                               | CG Gruppe                                                        | 120           | 30     | 1968–1980 | 1980       | Ehemaliges Bezirksamt Steglitz-Zehlendorf Wegen Asbestbelastung zunächst saniert; seitdem leerstehend. Die Adler Group übernahm das Gebäude am 1. Juli 2017 und plant bis 2021 im Rahmen einer Modernisierung über 300 Miet- und Eigentumswohnungen. Seit 2020 stockt das Bauprojekt, da es einige Verzögerungen im Bauablauf gab. Ein Fertigstellungstermin ist noch nicht bekannt. |      |
| 51   | Maritim Travemünde                                                                                         | Lübeck              |                                                                        |                                                                  | 119           | 35     |           | 1974       | Hauptmieter ist die Maritim Hotelgesellschaft 1974–1976 höchstes Hotelgebäude Deutschlands Im Gebäude befindet sich das höchste Leuchtfeuer Europas (115 m) |      |
| 52   | Upper West                                                                                                 | Berlin              | Langhof Architektur und Stadtentwicklung, KSP Jürgen Engel Architekten | Signa Prime                                                      | 118,8         | 33     | 2013–2017 | 2017       | Die ersten 19 Etagen werden von der Hotelkette Motel One belegt. Im 33. Stockwerk ist eine Skybar geplant. |      |
| 52   | Zoofenster                                                                                                 | Berlin              | Christoph Mäckler                                                      |                                                                  | 118,8         | 32     | 2008–2012 | 2012       | Am 3. Januar 2013 fand hier die Eröffnung des zur Hilton-Hotelgruppe gehörenden Waldorf-Astoria Berlin statt. |      |
| 54   | Messe Torhaus                                                                                              | Frankfurt am Main   | Oswald Mathias Ungers                                                  | Messe Frankfurt                                                  | 117           | 30     | 1983–1984 | 1984       | Hauptmieter ist die Messe Frankfurt |      |
| 55   | Langer Eugen                                                                                               | Bonn                | Egon Eiermann                                                          | Bundesanstalt für Immobilienaufgaben                             | 115,0         | 31     | 1966–1969 | 1969       | Ehemaliges Abgeordnetenhochhaus, auch bekannt als Langer Eugen Seit 2006 Teil des UN-Campus und Sitz von Organisationen der Vereinten Nationen |      |
| 55   | Augsburger Hotelturm                                                                                       | Augsburg            | Brockel und Müller                                                     |                                                                  | 115,0         | 35     | 1971–1972 | 1972       | Höhe mit Antenne 167 Meter Hauptmieter ist Dorint Hotels & Resorts |      |
| 55   | Japan Center                                                                                               | Frankfurt am Main   | Joachim Ganz, Walter Rolfes                                            |                                                                  | 115,3         | 28     | 1993–1996 | 1996       | Hauptmieter ist die Unternehmensberatung McKinsey & Company |      |
| 55   | Park Tower                                                                                                 | Frankfurt am Main   | Fischer, Krüder, Rathai, Albert Speer & Partner                        |                                                                  | 115,0         | 29     | 1969–1972 | 2007       | Hauptmieter ist die Anwaltskanzlei Freshfields Bruckhaus Deringer |      |
| 59   | HVB-Tower                                                                                                  | München             | Betz Architekten Planungsgesellschaft                                  | HVZ GmbH & Co. Objekt KG                                         | 113,7         | 27     | 1975–1981 | 1981       | Sitz der Unicredit Bank, besser bekannt als HypoVereinsbank |      |
| 60   | Highlight II                                                                                               | München             |                                                                        |                                                                  | 113,0         | 28     |           | 2004       | Hauptmieter ist Fujitsu Technology Solutions |      |
| 61   | Westhafen Tower                                                                                            | Frankfurt am Main   | Schneider + Schumacher                                                 |                                                                  | 112,3         | 30     | 2001–2004 | 2004       | Hauptmieter ist die Europäische Aufsichtsbehörde für das Versicherungswesen und die betriebliche Altersversorgung |      |
| 62   | TÜV-Rheinland-Hochhaus                                                                                     | Köln                |                                                                        |                                                                  | 112,0         | 22     |           | 1974       | Sitz des TÜV Rheinland |      |
| 62   | IBC Tower                                                                                                  | Frankfurt am Main   | Büro Köhler Architekten                                                |                                                                  | 112,0         | 30     | 2001–2003 | 2003       | von der Deutschen Bank vor dem Platzen der Dotcom-Blase für den neuen Handelsraum des Investmentbanking errichtet, danach vermietet |      |
| 64   | City Gate                                                                                                  | Frankfurt am Main   | G. Rheingaus, Novotny Mähner Assoziierte                               |                                                                  | 110,0         | 27     | 1964–1966 | 1966       | War ursprünglich Hauptverwaltung des Mineralölkonzerns Shell. Bis heute höchstes Gebäude im Stadtteil Nordend (Frankfurt). |      |
| 64   | WinX | Frankfurt am Main   |                                                                        |                                                                  | 110           | 30     |           | 2018       | |      |
| 64   | Eurotheum                                                                                                  | Frankfurt am Main   | Novotny Mähner Assoziierte                                             | GEG                                                              | 110           | 31     | 1997–1999 | 1999       | Hauptmieter ist die Europäische Zentralbank |      |
| 64   | Elbphilharmonie                                                                                            | Hamburg             | Herzog & de Meuron                                                     | Freie und Hansestadt Hamburg                                     | 110           | 26     | 2007–2016 | 2016       | Konzerthaus mit drei Konzertsälen, Hotel und Eigentumswohnungen |      |
| 68   | Ringturm                                                                                                   | Köln                |                                                                        |                                                                  | 109           | 26     | 1971–1973 | 1973       | Wurde im März 2011 von Gerling an einen Projektentwickler verkauft und zu 89 Wohnungen mit tlw. gewerblicher Nutzung umgebaut. |      |
| 69   | Global Tower                                                                                               | Frankfurt am Main   | Richard Heil                                                           |                                                                  | 108,6         | 28     |           | 1973       | Hauptmieter ist die Europäische Zentralbank Ehemalige Zentrale der Commerzbank Seit 2018 Renovierung, danach Global Tower genannt. |      |
| 70   | Radisson Blu Hotel Hamburg                                                                                 | Hamburg             | Jost Schramm, Gert Pempelfort                                          |                                                                  | 108,0         | 32     | 1970–1973 | 1973       | Hauptmieter ist die Hotelkette Radisson Blu |      |
| 70   | Victoria-Haus                                                                                              | Düsseldorf          | HPP Hentrich-Petschnigg & Partner KG                                   |                                                                  | 108,0         | 29     | 1994–1998 | 1998       | Sitz der ERGO Group |      |
| 72   | Rathaus Essen                                                                                              | Essen               | Theodor Josef Seifert                                                  |                                                                  | 106           | 23     | 1975–1979 | 1979       | |      |
| 72   | Senckenberg-Turm                                                                                           | Frankfurt am Main   |                                                                        |                                                                  | 106,0         | 26     | 2019–2022 | 2022       | |      |
| 72   | Atrium Tower                                                                                               | Berlin              |                                                                        |                                                                  | 106,0         | 22     | 1993–1997 | 1997       | Sitz der Daimler Financial Services |      |
| 75   | Land- und Amtsgericht Köln                                                                                 | Köln                |                                                                        | Nordrhein-Westfalen                                              | 105,0         | 25     |           | 1981       | |      |
| 76   | FOUR 4 | Frankfurt am Main   | UNStudio                                                               | Immobilienfonds der Union Investment                             | 104           | 25     | 2019–2024 | vsl. 2025  | Bestandteil des Projekts FOUR Frankfurt. In Turm 4 sind überwiegend Büroflächen vorgesehen. |      |
| 77   | Kölntriangle                                                                                               | Köln                | Dörte Gatermann, Elmar Schossig                                        |                                                                  | 103,2         | 29     |           | 2006       | Sitz der Europäischen Agentur für Flugsicherheit |      |
| 78   | Kollhoff-Tower                                                                                             | Berlin              | Kollhoff und Timmermann Architekten                                    |                                                                  | 103           | 25     | 1994–1999 | 1999       | Besitzt schnellsten Personenaufzug Europas. |      |
| 78   | Bahntower                                                                                                  | Berlin              | Murphy/Jahn Architects                                                 |                                                                  | 103           | 26     | 1998–2000 | 2000       | Sitz der deutschen Bahn in Berlin. |      |
| 78   | SV-Hochhaus                                                                                                | München             | GKK + Architekten                                                      |                                                                  | 103           | 28     | 2006–2007 | 2007       | Zentrale des Süddeutschen Verlages |      |
| 81   | Herkules-Hochhaus                                                                                          | Köln                | Peter Neufert                                                          | Streubesitz (WEG)                                                | 102,0         | 31     |           | 1969       | |      |
| 81   | Ku’damm-Karree-Hochhaus                                                                                    | Berlin              | Sigrid Kressmann-Zschach                                               | Cells Bauwelt GmbH & Mikhail Opengeym                            | 102,0         | 20     | 1969–1974 | 1974       | |      |
| 81   | Collini-Center                                                                                             | Mannheim            | Karl Schmucker                                                         |                                                                  | 102,0         | 32     | 1971–1975 | 1975       | zitiert als Appartement-Hochhaus am Collini-Center |      |
| 81   | Funkhaus Köln                                                                                              | Köln                | Gerhard Weber                                                          |                                                                  | 102,0         | 19     | 1974–1978 | 1980       | Sitz des Deutschlandfunks, nach Fusion Deutschlandradio |      |
| 85   | Stadtquartier Neuer Kanzlerplatz                                                                           | Bonn                | JSWD Architekten                                                       | Postbank                                                         | 101,5         | 28     | 2019–2023 | 2023       | Errichtet auf der Fläche des Bonn-Centers |      |
| 86   | Mundsburg Turm I                                                                                           | Hamburg             |                                                                        |                                                                  | 101,4         | 29     |           | 1973       | Höchster der drei Türme des Gebäudeensembles in Mundsburg |      |
| 87   | Neckaruferbebauung Nord Wohnturm Neckarpromenade 9 Wohnturm Neckarpromenade 15 Wohnturm Neckarpromenade 25 | Mannheim            |                                                                        |                                                                  | 101,3         | 29     |           | 1982       | |      |
| 90   | BMW-Vierzylinder                                                                                           | München             | Karl Schwanzer                                                         |                                                                  | 101           | 22     | 1968–1972 | 1973       | Konzernzentrale von BMW |      |
| 90   | Maritim Clubhotel                                                                                          | Timmendorfer Strand | Günter Reinhardt                                                       |                                                                  | 101,0         | 32     |           | 1974       | Hotel in den ersten fünf Etagen, darüber private Apartments |      |
| 92   | Leonardo Royal Hotel Frankfurt                                                                             | Frankfurt am Main   |                                                                        |                                                                  | 100,0         | 25     | 1969–1972 | 1972       | Hauptmieter ist die Gruppe Leonardo Hotels |      |
| 92   | Die Pyramide                                                                                               | Berlin              |                                                                        |                                                                  | 100,0         | 23     | 1994–1995 | 1995       | Höchstes Gebäude im Bezirk Marzahn-Hellersdorf. |      |
| 92   | RellingHaus II                                                                                             | Essen               |                                                                        |                                                                  | 100,0         | 21     |           | 1999       | Sitz von Evonik Industries; die bauliche Höhe ohne Antenne beträgt 82 Meter |      |
| 95   | Hotel Jumeirah Frankfurt                                                                                   | Frankfurt am Main   |                                                                        |                                                                  | 99,1          | 28     |           | 2009       | Bestandteil des Gebäudeensembles Palaisquartier |      |
| 96   | Deutsche Telekom AG                                                                                        | Köln                |                                                                        |                                                                  | 99,0          | 19     |           |            | |      |
| 97   | Emporio-Hochhaus                                                                                           | Hamburg             |                                                                        |                                                                  | 98,0          | 24     |           | 1964       | Ehemaliges Unilever-Haus |      |
| 97   | Eden | Frankfurt am Main   |                                                                        |                                                                  | 98,0          | 27     |           | 2021       | Wohnhochhaus auf dem ehemaligen Telenorma-Areal zwischen Mainzer Landstraße, Güterplatz und Europa-Allee. |      |
| 99   | Victoria-Turm                                                                                              | Mannheim            | Albert Speer & Partner GmbH                                            | Ergo Versicherungsgruppe                                         | 97,5          | 27     | 1999–2001 | 2001       | |      |
| 99   | Stream Tower                                                                                               | Berlin              | Gewers Pudewill                                                        |                                                                  | 97,5          | 24     | 2019–2022 | 2022       | Hauptmieter ist Zalando |      |

### Regionale Verteilung
Die Top 100 der höchsten Hochhäuser Deutschlands (Stand: 3. November 2024), verteilen sich wie folgt auf die einzelnen Städte und Bundesländer:
| Stadt               | Hochhäuser |
| ------------------- | ---------- |
| Frankfurt am Main   | 45         |
| Berlin              | 13         |
| Köln                | 10         |
| München             | 6          |
| Hamburg             | 4          |
| Mannheim            | 5          |
| Essen               | 3          |
| Düsseldorf          | 3          |
| Bonn                | 3          |
| Augsburg            | 1          |
| Bremerhaven         | 1          |
| Jena                | 1          |
| Leipzig             | 1          |
| Lübeck              | 1          |
| Nürnberg            | 1          |
| Offenbach am Main   | 1          |
| Timmendorfer Strand | 1          |

| Land                | Hochhäuser |
| ------------------- | ---------- |
| Hessen              | 46         |
| Nordrhein-Westfalen | 19         |
| Berlin              | 13         |
| Bayern              | 8          |
| Hamburg             | 4          |
| Baden-Württemberg   | 5          |
| Schleswig-Holstein  | 2          |
| Sachsen             | 1          |
| Bremen              | 1          |
| Thüringen           | 1          |

## Höchste Hochhäuser ihrer Zeit
| Zeit      | Name                                      | Stadt                 | Höhe  | Etagen | Bild |
| --------- | ----------------------------------------- | --------------------- | ----- | ------ | ---- |
| Seit 1997 | Commerzbank Tower                         | Frankfurt am Main     | 259   | 56     |      |
| 1990–1997 | Messeturm                                 | Frankfurt am Main     | 256,5 | 55     |      |
| 1978–1990 | Silberturm                                | Frankfurt am Main     | 166,3 | 32     |      |
| 1976–1978 | Westend Gate                              | Frankfurt am Main     | 159,3 | 47     |      |
| 1973–1976 | Colonia-Haus                              | Köln                  | 147,0 | 42     |      |
| 1972–1973 | Jentower                                  | Jena                  | 144,5 | 29     |      |
| 1972      | City-Hochhaus Leipzig                     | Leipzig               | 142   | 34     |      |
| 1963–1972 | Bayer-Hochhaus (abgerissen)               | Leverkusen            | 122   | 29     |      |
| 1957–1963 | Friedrich-Engelhorn-Hochhaus (abgerissen) | Ludwigshafen am Rhein | 101,6 | 28     |      |
| 1927–1957 | Ullsteinhaus                              | Berlin                | 77    | 12     |      |
| 1918–1927 | Siemensturm                               | Berlin                | 70,8  | 11     |      |
| 1917–1918 | Behrensbau                                | Berlin                | 58    | 07     |      |
| 1620–1917 | Augsburger Rathaus                        | Augsburg              | 57    | 09     |      |

## Abgerissene Hochhäuser
| Name                         | Stadt                 | Höhe  | Etagen              | Baujahr | Abbruch   | Bemerkungen | Bild |
| ---------------------------- | --------------------- | ----- | ------------------- | ------- | --------- | --- | ---- |
| Funkhaus am Raderberggürtel  | Köln                  | 138,0 | 34                  | 1978    | 2019–2021 | Ehemaliger Sitz der Deutschen Welle Ursprünglicher Abriss durch Sprengung geplant. Abbrucharbeiten begannen 2019 und fanden im März 2021 ihren Abschluss. |      |
| Bayer-Hochhaus               | Leverkusen            | 122   | 31 davon 29 nutzbar | 1963    | 2012–2013 | bei Fertigstellung höchstes Hochhaus Deutschlands ab 2006 Leerstand                                                                                       |      |
| AfE-Turm                     | Frankfurt am Main     | 116,4 | 32                  | 1972    | 2014      | Hauptnutzer waren die Fachbereiche Gesellschaftswissenschaften und Erziehungswissenschaften der Johann Wolfgang Goethe-Universität                        |      |
| Friedrich-Engelhorn-Hochhaus | Ludwigshafen am Rhein | 101,6 | 28                  | 1957    | 2013–2014 | 1957–1963 höchstes Hochhaus Deutschlands. Ehemalige Konzernzentrale der BASF                                                                              |      |
| Langer Oskar                 | Hagen                 | 101   | 23                  | 1975    | 2004      | Erste Sprengung eines Hochhauses in einer Großstadt in Europa Ehemalige Zentrale der Sparkasse Hagen                                                      |      |

## Hochhäuser im Bau
| Name                                      | Stadt             | Höhe | Etagen | Baubeginn | Geplante Fertigstellung | Bemerkungen | Bild |
| ----------------------------------------- | ----------------- | ---- | ------ | --------- | ----------------------- | --- | ---- |
| Elbtower                                  | Hamburg           | 245  | 64     | 2021      | 2026                    | Aussichtsplattform in der 55. Etage. Momentan Baustopp aufgrund Signa Insolvenz (Stand 11/24) |      |
| Central Business Tower                    | Frankfurt am Main | 205  | 52     | 2022      | 2027                    | |      |
| Estrel Tower                              | Berlin            | 176  | 45     | 2021      | 2025                    | Erweiterung des Hotel Estrel in Berlin (Neukölln). Im November 2024 wurde die 150-m-Marke übertroffen und das Gebäude zählt nun als Wolkenkratzer. Höhe von 176 Metern wurde im März 2025 erreicht, damit höchstes Gebäude Berlins |      |
| Hines Hochhaus                            | Berlin            | 150  |        | unbekannt | unbekannt               | Endgültige Höhe umstritten |      |
| Alexander Tower                           | Berlin            | 150  | 35     | 2019      | unbekannt               | Die Baustelle liegt Stand Dezember 2022 brach. |      |
| The Berlinian (Mynd-Turm)                 | Berlin            | 138  | 34     | 2021      | 2025                    | Bürohochhaus in Berlin (Mitte) mit Einzelhandelsflächen der Galeria Kaufhof im Sockelbereich. |      |
| ALX (Covivio Tower)                       | Berlin            | 138  | 36     | 2019      | 2026                    | Bürohochhaus in Berlin (Mitte) mit Wohn- und Geschäftsräumen im Sockelbereich. Baufeld D3 am Alexanderplatz neben dem Hotel Park Inn.                                                                                              |      |
| Sparda-Bank Tower (ehe. Messeeingang Süd) | Frankfurt am Main | 124  | 37     | 2022      | 2025                    | Mixed use, 21 Stockwerke Hotel, Rest Bürofläche. |      |
| UpperNord Tower                           | Düsseldorf        | 120  |        | 2019      | unbekannt               | Hotel, Gastronomie und Wohnnutzung. |      |
| Agromex Turm 1                            | Berlin            | 110  | 30     | 2020      | 2029                    | Wohnhochhaus in Berlin (Treptow) |      |
| Elbbrückenquartier HafenCity              | Hamburg           | 110  |        | 2020      | 2025                    | Hochhauskomplex unter anderem mit einem Holzhochhaus |      |
| SLT 107 Schwabenlandtower                 | Fellbach          | 107  | 34     | 2014      | unbekannt               | Nach Fertigstellung voraussichtlich fünfthöchstes Wohngebäude in Deutschland. Baustelle liegt seit Juli 2023 brach. |      |
| Agromex Turm 2                            | Berlin            | 99   | 27     | 2020      | 2029                    | Wohnhochhaus in Berlin (Treptow) |      |

## Hochhäuser in Planung
| Name                                    | Stadt             | Höhe in Metern | Geplanter Baubeginn | Geplante Fertigstellung |
| --------------------------------------- | ----------------- | -------------- | ------------------- | ----------------------- |
| Millennium Tower                        | Frankfurt am Main | 288            | 2025/26             | 2030                    |
| Aire-Turm                               | Bonn              | 220            | unbekannt           | unbekannt               |
| Kaiser-Karree                           | Frankfurt am Main | 195            | 2026                | 2030                    |
| Millennium Tower (Wohnturm)             | Frankfurt am Main | 157            | 2025/26             | 2030                    |
| Grand Central Wohnturm                  | Frankfurt am Main | 140            | unbekannt           | unbekannt               |
| High Square Essen                       | Essen             | 135            | unbekannt           | unbekannt               |
| Hochhaus an der Matthäuskirche          | Frankfurt am Main | 130            | unbekannt           | unbekannt               |
| Hochhaus am Hauptbahnhof                | Düsseldorf        | 115            | 2026                | unbekannt               |
| Finanzministerium I                     | Düsseldorf        | 107            | Angekündigt 2026    | unbekannt               |
| Ando-Tower                              | Düsseldorf        | 105            | unbekannt           | unbekannt               |
| NRW Bank                                | Düsseldorf        | 100            | Angekündigt 2026    | Unbekannt               |
| Finanzministerium II                    | Düsseldorf        | 100            | Geplant             | unbekannt               |
| WoHo Berlin, höchstes Holzhaus der Welt | Berlin            | 98             | Geplant             | unbekannt               |